# Voila
Pour l’article ayant un titre homophone, voir Voilà.
Voila est un ancien moteur de recherche français créé en juillet 1998. Il est le plus consulté en France en 2000 devant Yahoo! avant le lancement en mai 2000 de la version française de Google.
À l'origine le site multi-services lancé en juillet 1998 par France Télécom fut fondé comme portail autour d'un moteur de recherche Internet francophone développé par la société Echo avant sa refonte complète le 3 décembre 2014. De moteur de recherche il a muté en application proposant la liste des bons plans de villes et des événements/lieux de sortie dans toute la métropole.
De février 2007 à décembre 2014, Voila était un portail personnalisable, tourné vers le Web 2.0 : il utilisait les flux RSS, le glisser-déposer et la navigation par onglet. En mai 2009, il était consulté par 9,5 millions de visiteurs uniques par mois. Mais Google était monté en puissance en France et était déjà consulté par 30,4 millions de visiteurs uniques par mois.
De 2014 à 2016, Voila est devenu un portail web dédié aux évènements et lieux de sortie à Paris, Rennes, Marseille, Lyon ou Toulouse ainsi que d'autres communes de France. Le site était alimenté par la base annuaire du 118 712 enrichie par des évènements géolocalisés.
À la suite d'une fuite de données en 2016, Orange décide de fermer le service mail @voila.fr[réf. nécessaire]. Les clients sont insuffisants d'après Orange qui décide donc de fermer le site malgré les plaintes.
En 2022, Orange et Publicis Groupe lance une co-entreprise en reprenant le nom et la marque de Voilà destinée à accompagner les professionnels et les particuliers dans la digitalisation de leurs événements « live » avec l'ambition de « révolutionner » le secteur évènementiel.
En 2025, le service de vidéo streaming « live » ferme ses portes.

## Chronologie
(janvier 2016).
En septembre 1996, la société Echo est fondée par Christophe Dupont. Elle ouvre un moteur de recherche francophone. En avril 1997, Christophe Ruelle et Michel Bisac intègrent la société. En 1997, l'entreprise présente un chiffre d'affaires de 152 000 000 €, soit 1 milliard de francs. Echo passe un accord d'exclusivité avec France Télécom. Le moteur de recherche Echo est intégré aux Pages Zoom, le portail Annuaire de France Télécom incluant les Pages Jaunes sous la marque Pages Web.
- Juillet 1998 : Les Pages Zoom qui incluaient le moteur de recherche pages web reçurent, à Boston, le LISA Award du meilleur annuaire sur Internet dans le monde. Voila.fr est lancé en Juillet 1998 en tant que portail avec son moteur de recherche adoptant cette nouvelle marque. Il est alors le deuxième moteur de recherche le plus fréquenté en France derrière Yahoo! ; France Telecom détient désormais 34 % du capital. CA 1998 : 1,52 M€ (10 MF).
- 1999 : 120 millions de sites Web internationaux sont référencés, dont 6 millions sont français. Wanadoo utilise le moteur Voila.
- 2000 : Voila devient le moteur de recherche le plus consulté en France devant Yahoo!. Mai 2000 Google lance la version française de son moteur de recherche

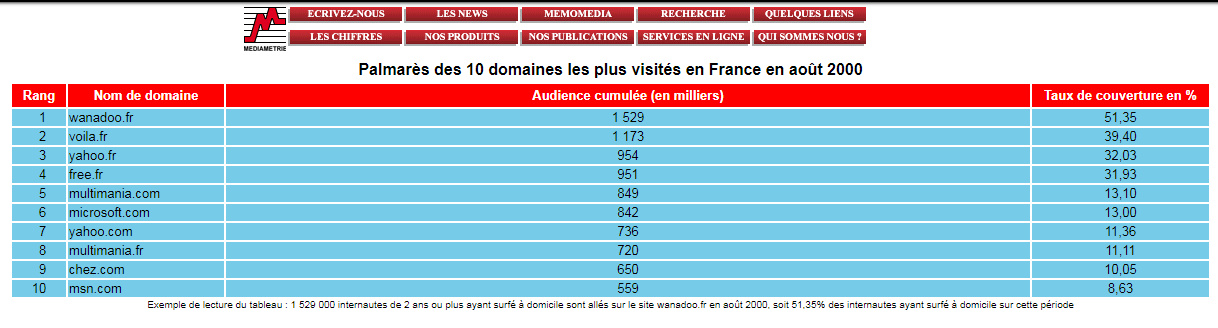
Capture d'écran du site Mediametrie https://archive.org/web/

- 2004 : Voila adopte un nouveau logo.
- 2007 : 500 millions de sites francophones. L'accueil de Voila passe en web 2.0[pas clair]. il utilisait les flux RSS, le glisser-déposer et la navigation par onglet.
- Août 2007 : Maclé, un nouveau service de stockage en ligne gratuit, apparaît sur le réseau de Voila.
- Mars 2009 : le portail se renouvelle dans une version dite Web 2.0, à la façon de Netvibes.
- Décembre 2014 : Voila ferme la fonction moteur de recherche et est positionné comme site et application orientés lieux de sortie et annuaire de bonnes adresses, de restaurants etc.
- Janvier 2016 : fermeture du webmail, avec possibilité de réexpédition du courrier pendant six mois.
- 2016 : fermeture du site Voila remplacé par un guide des sorties en partenariat avec l'annuaire 118712.
- 2017 : le portail Orange propose des réponses fournies par Google.
- 2022 : Voila se relance pour être une plateforme de live video interactif voila.live.
- 2025 : fermeture de la plateforme de live video interactif voila.live.

## Historique
- Si vous ne connaissez pas le sujet, laissez ce bandeau (vous pouvez alors contacter les auteurs).
- Si vous supprimez le contenu mis en cause (vous pouvez préalablement contacter les auteurs),

argumentez précisément cette suppression dans la page de discussion
(un manque de référence n'est pas un argument ; une recherche réelle de référence doit avoir été effectuée, être formellement documentée).
En 1994, Jean Lebrun, le responsable à France Télécom des Annuaires électroniques (Pages Jaunes, Pages Blanches) et Minitel (3611) à France Télécom a lancé les travaux de portage de l’annuaire électronique sur ordinateur. Une première maquette du service a été présentée à François Fillon, nouveau Ministre des Technologies de l’Information au salon international des Télécoms à Genève en octobre 1995. Le service fonctionnait suivant un protocole franco allemand VEMMI. Parallèlement une autre maquette a été préparée avec le CNET (Frédéric Pallu et Valère Robin) en protocole HTTP pour être diffusée sur Internet. Le service Annuaire sur Internet, sous la marque Pages Zoom, a été ouvert en avril 1997 avec les Pages Jaunes incluant un service d’interrogation en langage naturel, les Pages Blanches, des photos de rue sur Paris (type Google street), un service de cartographie (Mappy) et le moteur de recherche créé par la société Echo (Christophe Dupont, Christophe Ruelle et Michel Bisac) rebaptisé Pages Web.
Laurent Souloumiac a remplacé Jean Lebrun à la direction des Annuaires Electroniques à France Télécom en juin 1997. Les annuaires en ligne ont été restructurés sous l’impulsion de Laurent Souloumiac avec la création d'un accès Pagesjaunes.fr et d'un portail moteur de recherche sous une nouvelle marque Voila qui regroupait de nombreux services : le moteur de recherche, le Guide web créé par Wanadoo des sites Internet classés par catégories, un webmail, des t’chats, des forums, un service de création de pages web avec des modèles très simples d'usage, type blog (1 million de sites créés en quelques semaines) conçu par le CCETT (Marc Denjean et Christian Lecoq).
En juillet 1998, le service Les Pages Zoom a obtenu le LISA Award du meilleur annuaire au monde sur Internet à Boston et le portail Voila.fr a été ouvert au public.
Les développements techniques du portail voila.fr étaient réalisés à Sophia Antipolis par les équipes d’Echo avec Christophe Ruelle, Nicolas Chappiero, Jacques Thieck, entre autres.
La définition des services et le marketing éditorial étaient conçus à France Télécom par : Pierre Grenet, Jean Pierre Guénin, Alexis Richard, Sylvie Schepens, Magalie Mury, Gabriel Rosenthal, Bérengère Drouin, Marie Stephane Thomas, Armelle Nacef, Agnès Bedel, Marianne Logelin, Armelle Hérouard, Emmanuel Grand, Jean Baptiste Chetti, Sébatien Nicolas, Denis Lafourcade et François Xavier Hussherr. Thierry Bardy a créé la régie Wanadoo publicité qui commercialisait les espaces publicitaires sur les portails Voila.fr et Wanadoo.fr
L'algorithme de recherche du moteur de recherche Voila prenait en compte pour le classement des réponses la pertinence des pages web en fonction du nombre de liens pointant sur chacune d'elles. Le fonctionnement était légèrement différent de celui du "page rank" de Google. L'algorithme de recherche et l'organisation technique de la plateforme Voila étaient suivies par Frédéric Pallu et Laurent Biettron du CNET, ancien centre de recherche de France Télécom.
En 1999, la recherche Internet du portail wanadoo.fr utilise le moteur Voila.
En 2000, Voila est devenu le premier moteur de recherche consulté en France devant Yahoo! avant le lancement de Google en version française en septembre 2000.
En 2000, Nicolas Dufourcq, Directeur de la division Multimédia de France Télécom fut élu manager de l’année. France Télécom était le seul opérateur Internet en Europe à être leader sur la fourniture d’accès avec Wanadoo et sur les services avec Voila.
En 2014, face à la domination de Google sur les autres moteurs de recherche, dont Voila en France et "le moteur" sur Wanadoo, Orange décide de transformer voila.fr en guide de sortie et annuaire de bonnes adresses, de restaurants.
En 2017, le portail Orange.fr propose une recherche sur Internet fournie par Google.
Entre 2022 et début 2025, Orange et Publicis Groupe s'unissent pour lancer une plateforme de live video interactif,,, en reprenant le nom de Voilà. Cette plateforme avait pour objectif d'améliorer la qualité des prises de parole à une époque où la communication par la video est prédominante. Cette plateforme permettait d'inviter, d'interagir, d'utiliser un studio "cloud" pour composer soit même sa vidéo.